# Ascorhynchus horologius
Ascorhynchus horologius is een vissensoort uit de familie van de Ascorhynchidae. De wetenschappelijke naam van de soort is voor het eerst geldig gepubliceerd in 1992 door Child, C.A..